# Cora lugubris
Cora lugubris är en trollsländeart som beskrevs av Navás 1934. Cora lugubris ingår i släktet Cora och familjen Polythoridae. Inga underarter finns listade i Catalogue of Life.